# Aqua Virgo

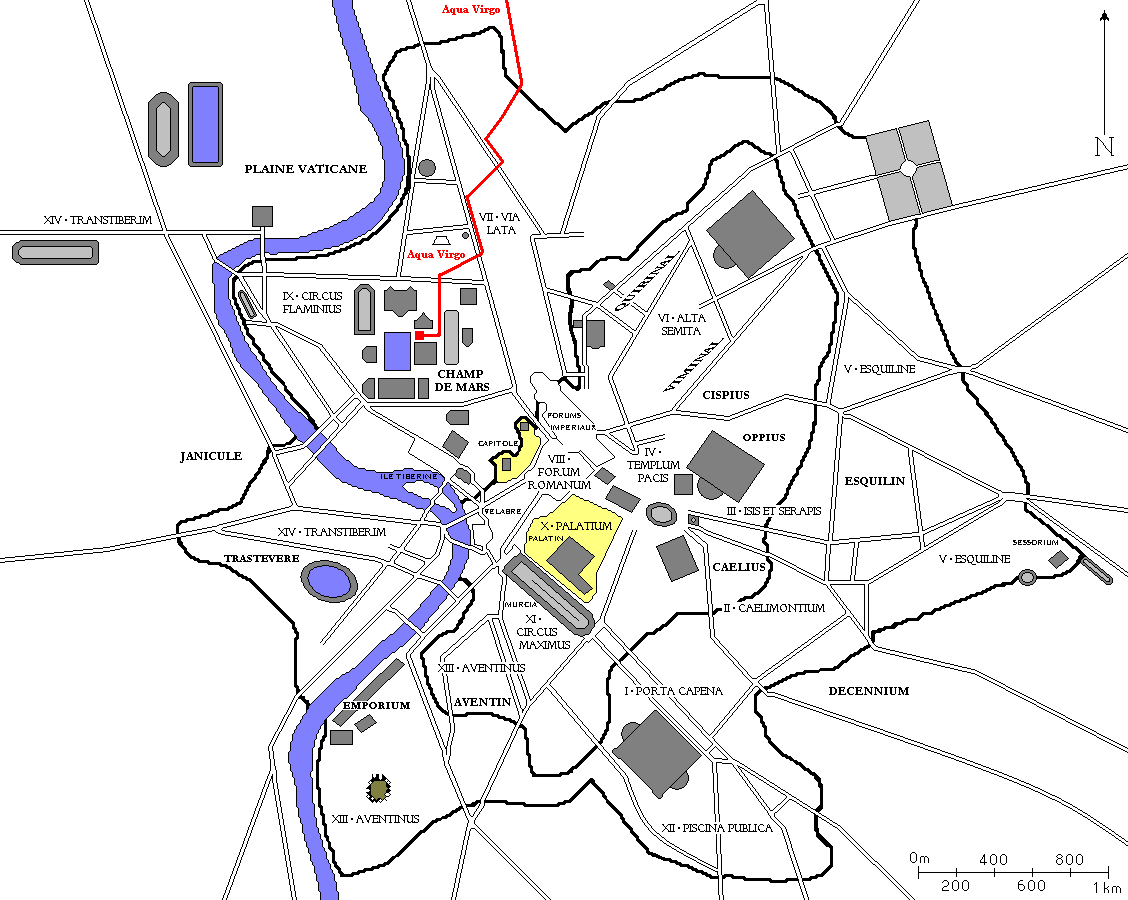
Loop van de Aqua Virgo in het oude Rome (in rood)

De Aqua Virgo is een aquaduct in Rome. Het is een van de elf aquaducten die in de oudheid werden aangelegd om de stad van water te voorzien, en is het enige dat zonder onderbreking gedurende 20 eeuwen is blijven stromen.
De naam Virgo, Latijn voor maagd, meisje, is wellicht te danken aan het feit dat het water zeer zuiver en helder is. Een andere verklaring wordt gegeven door de legende dat de naam herinnert aan het meisje dat de bron aan soldaten heeft aangewezen.
Het aquaduct werd gebouwd door Marcus Vipsanius Agrippa, die een aantal jaren eerder al de Aqua Julia had laten aanleggen. In 19 v. Chr was de Aqua Virgo voltooid; de antieke bronnen melden dat op 9 juni van dat jaar het eerste water de stad in stroomde. Met dit aquaduct voorzag Agrippa de eerste openbare baden in Rome, de naar hem genoemde Thermen van Agrippa, van het nodige water.
De bronnen van de Aqua Virgo liggen nabij de Via Collatina in het gebied Salone. Dit ligt in vogelvlucht op slechts 12 km ten oosten van het stadscentrum, maar het water volgt een wijd slingerende route van 20 km om de stad vanuit het noorden binnen te komen. Het kanaal loopt bijna volledig ondergronds, op bepaalde plaatsen zelfs 43 meter diep, in een kanaal dat is uitgehouwen uit de tufsteen. De bron ligt amper 6 meter hoger dan het eindpunt van het aquaduct, wat over een lengte van 20 km overeenkomt met een hellingsgraad van 3 cm per 100 meter, hetzij 0,03%. Door de lage ligging van de bron kon het water enkel het lager gelegen deel van Rome bedienen, nl. de Campus Martius.
Het aquaduct bereikt de stad nabij de huidige Muro Torto. Vanaf de voet van de Pincio loopt het kanaal de laatste 2 km over arcaden zoals bij de meeste aquaducten, maar doordat het straatniveau doorheen de eeuwen hoger is komen te liggen, liggen ook die arcaden nu bijna volledig ondergronds. Het laatste stuk ervan liep langsheen de huidige Via del Tritone, Via del Nazareno en de Trevifontein. Ter hoogte van Palazzo Sciarra stak het de Via Flaminia (nu Via del Corso) over, en langs de Via del Seminario bereikte hij het eindpunt nabij het Pantheon. Vandaar liep het water via ondergrondse leidingen tot aan de Thermen van Agrippa.
Het enige antieke deel van de Aqua Virgo dat nu blootligt, zijn enkele arcaden in de Via del Nazareno, een zijstraat van de Via del Tritone. De inscriptie erop vermeldt dat dit gedeelte van het aquaduct werd herbouwd door keizer Claudius, nadat zijn voorganger Caligula deze deels had laten afbreken om ruimte te maken voor zijn amfitheater. Deze arcaden zijn gemaakt van travertijn en zijn ruw afgewerkt, een kenmerk van de architectonische stijl in de tijd van Claudius. Omdat het grondniveau in Rome door de eeuwen heen enkele meters is gestegen, ligt de bovenzijde van het waterkanaal nu op bijna hetzelfde niveau als de straat.
De boog waarmee het aquaduct over de Via Flaminia (thans Via del Corso) werd geleid, werd in 51 n.C. omgebouwd tot de triomfboog voor keizer Claudius (thans verdwenen).
De Aqua Virgo is vele malen hersteld en heet tegenwoordig in het Italiaans Acqua Vergine. Dit aquaduct voedt vele beroemde fonteinen, onder andere die op de Piazza del Popolo en op Piazza Colonna, de Fontana della Barcaccia, de Trevifontein, de Fontana del Pantheon, de kopie van de Fontana della Terrina op de Campo de'Fiori, de Fontana delle Tartarughe op Piazza Mattei en de drie fonteinen op Piazza Navona: de Fontana del Nettuno, del Moro en dei Quattro Fiumi.
| Plan van het centrale Marsveld |
| --- |
| Thermen van Nero Stadion van Domitianus Pantheon Basilica van Neptunus Thermen van Agrippa Stagnum? Odeum van Domitianus Insulae uit de Hadriaanse tijd Magazijnen ? Magazijnen ? Magazijnen ? Saepta Iulia Diribitorium Porticus Divorum Aqua Virgo Boog van Claudius Porticus Vipsania Kazerne van de Ie cohorte van de Vigiles Iseum Tempel van Minerva Chalcidica Altaar van Mars Via Flaminia Via Flaminia Tempel van Hadrianus Tempel van Matidia Theater van Pompeius Tempels van de Largo Argentina Porticus van Minucius Zuil van Marcus Aurelius T. van M. Aurelius en Faustina (?) Boog van M. Aurelius (?) Zuil van Antoninus Pius Ustrinum van Faustina de Oudere Ustrinum van Faustina de Jongere Via Recta Porticus en tempel van Bonus Eventus Porticus van Pompeius Arcus Novus Porticus van Meleager Porticus van de Argonauten Piazza della Rotonda Villa Publica |